# Agenderyzm
Agenderyzm (arodzajowość; ang. gender ‘rodzaj’) – postawa światopoglądowa odnosząca się krytycznie do pojęcia tożsamości płciowej i jej wpływu na kształtowanie kultury, reprezentowana przez osoby typu „agender” (synonimy: genderless, gender neutral, non-gendered persons).
Termin agender odnosi się do kogoś kto nie określa się poprzez którąkolwiek z kategorii rodzaju (gender) bądź tożsamości rodzajowych (gender identities). Agender to jedno z 50 dostępnych niestandardowych rodzajów/płci na Facebooku, które zostały dodane 13 lutego 2014 r. Opcja ta jest również dostępna na OkCupid od 17 listopada 2014 r.

## Etymologia pojęcia
Uzasadnienie dla posługiwania się owym terminem odnosi się do powstania w obrębie nauk społecznych (np. gender studies) kategorii opisowej pod nazwą gender, oznaczającej „płeć psychiczną”. Refleksja nad jej przejawami i doświadczaniem w różnych kulturach i społecznościach przyczyniła się do sformułowania stanowiska uznającego tego typu „płciowości” za wytwory wyobrażeniowe, fałszywe konstrukty, które jako role – ujęte w pewne ramy i oznaczone – nadano jednostkom do odegrania. Odrzucenie przyjęcia tych ról, wraz z charakterystykami i nazewnictwem, odzwierciedla postawa agenderystyczna.

## Krytyka płciowego wymiaru tożsamości
Jednym z podstawowych wytycznych stanowiska „genderless” jest obranie specyficznego samookreślenia się względem kategorii biegunowej „kobieta–mężczyzna”. Agenderyści wyrażają pogląd, iż w fakcie istnienia płci fizycznych nie ma autentycznego uzasadnienia dla dwoistego podziału ludzi w wymiarze psychiki (i jej cech), zachowań oraz rozmaitych elementów kultury. Konsekwentnie, osoby te nie mają poczucia przynależności do żadnej, konkretnej tożsamości rodzajowej (genderowej), i w takim sensie można je wpisać w wachlarz typów tożsamości objętych terminem transgender (dosł. bycie „poza płciowością psychiczną”). W innych przypadkach próby klasyfikowania „agender” jako jednego z typów identyfikacji płciowej jawią się jako bezpodstawne.
Przekonania agenderystów koncentrują się także w braku uznania dla – umotywowanego jedynie istnieniem cech płciowych – afektowanego i dysfunkcyjnego rozdzielenia przejawów rzeczywistości kulturowej na kategorie „męskie” i „kobiece”. Stygmatyzację tą dostrzegają w sferach: tożsamości indywidualnej, osobowości, cielesności, samorealizacji, życia społecznego, języka i seksualności.